# Теорія галузевих ринків
Теорія галузевих ринків або теорія організації галузі (англ. industrial organization) — розділ економічної теорії, який вивчає закономірності функціювання ринків та поведінки фірм на них. Предмет теорії галузевих ринків багато в чому збігається з предметом мікроекономіки. При цьому теорію галузевих ринків розглядають як окрему дисципліну, оскільки вона вивчає ті ж питання поглиблено, не обмежуючись простими ситуаціями.

## Предмет

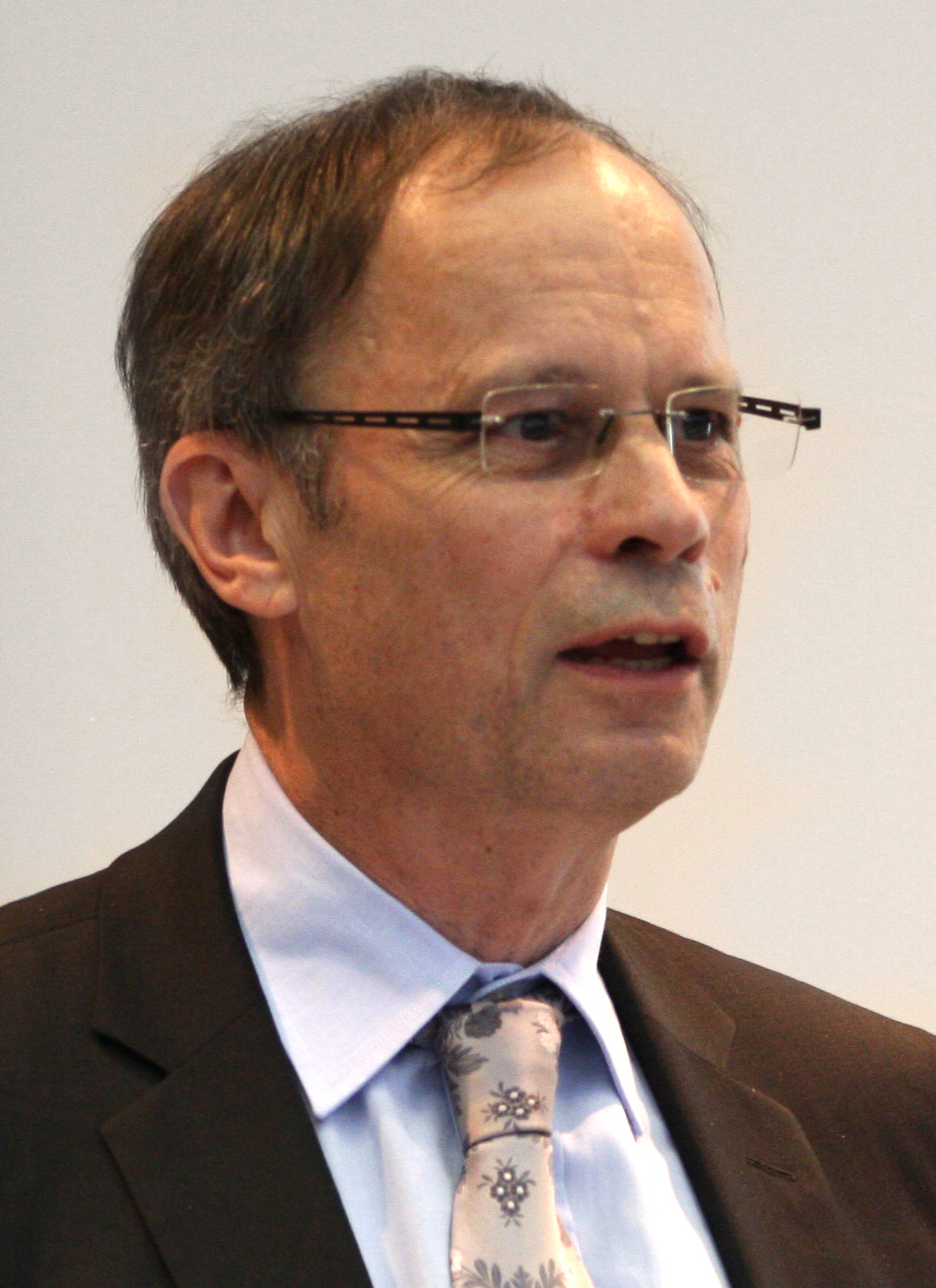
Жан Тіроль — один із засновників сучасної теорії галузевих ринків

У теорії галузевих ринків передбачається, що фірми діють на одному чи кількох ринках. На окремо взятому ринку можуть мати обіг як однорідні, так і диференційовані товари, які є досить близькими субститутами. Тому строге визначення меж конкретного ринку залежить від аналізованої ситуації. Жан Тіроль зазначає:
Поняття ринку не є простим. Зрозуміло, що ми не хочемо обмежувати себе випадком однорідного товару. Якщо ми стверджуємо, що два товари належать до одного й того ж ринку тоді й лише тоді, коли вони є досконалими субститутами, тоді фактично кожен ринок обслуговувала б одна фірма… Але більшість фірм насправді не має чистої монопольної влади… З іншого боку, визначення не повинно бути надто широким. Будь-який товар потенційно є замінником іншого, принаймні, нескінченно малою мірою. Проте ринком не може бути вся економіка загалом.
Теорія галузевих ринків відповідає на такі питання.
1. Чому ринки влаштовані так, як спостерігається, а не інакше?
  1. Чому існують фірми (див. теорія фірми)? Що визначає їх розмір та внутрішню структуру? Наприклад, чому відбувається горизонтальна та вертикальна інтеграція?
  2. Чому на різних ринках спостерігається різна концентрація фірм? Чому одні ринки належать одній чи декільком великим компаніям, інші поділені між безліччю невеликих фірм?
  3. Як виникає диференціація товарів?
  4. Як складаються умови входу та виходу на ринок та встановлюються ринкові бар'єри?
2. Як особливості устрою конкретної галузі позначаються на поведінці фірм і, зрештою, на результатах функціювання цієї галузі?
3. Як стратегічна поведінка фірм впливає на устрій ринків і результати їх функціювання? Наприклад, як саме фірми можуть вибудовувати бар'єри для входу нових учасників та як ці бар'єри впливають на концентрацію фірм у галузі?

## Історія
Розвиток сучасної теорії галузевих ринків відбувався у два етапи.

### Перший етап
Перший етап (1930-ті — 1970-ті роки) пов'язаний з іменами Едварда Мейсона і Джо Бейна. Їхній підхід іноді називають Гарвардською традицією. У цей час більшість досліджень носила емпіричний характер. Емпіричні результати інтерпретувалися в рамках концепції «структура-поведінка-результат» (СПР). Відповідно до неї передбачалося, що існує деяка структура ринку, яка визначає межі ринкової влади та впливає на поведінку фірм. Рішення, прийняті фірмами, зрештою впливають на результати функціювання ринків. Наприклад, висока концентрація фірм спричиняє появу ринкової влади, яка дозволяє підвищувати фірмам ціну вище за граничні витрати. Це призводить до чистих суспільних втрат та неефективності.
Більшість емпіричних робіт вивчали залежності між прибутковістю фірм та показниками, що описують структуру ринку: індексами концентрації, висотою бар'єрів входу на ринок тощо. В основі таких досліджень були економетричні моделі, побудовані на даних, що описують різні галузі економіки. Елементом вибірки був окремий ринок (галузь), як щось цілісне. При цьому менше уваги приділялося внутрішньому устрою окремого ринку та поведінці фірм на ньому.
Основною проблемою СПР було те, що ринкова структура та особливості поведінки фірм не пов'язані однозначним причинно-наслідковим зв'язком. Ринкова структура може бути результатом стратегічної взаємодії фірм. Тому потрібно було знайти фундаментальні чинники, які визначають структуру ринків і пояснюють поведінку фірм. Наприклад, висока концентрація може бути пов'язана як з ефектом масштабу, так і зі стратегічною поведінкою фірм, які перешкоджають входу нових гравців. Для обмеження входу можуть використовуватись не лише адміністративні бар'єри (ліцензування та інші дозвільні процедури). Входу нових фірм можуть перешкоджати надлишкові інвестиції у виробничі потужності, які дозволяють дуже швидко збільшити випуск, знизити ціну та не дати конкуренту захопити ринок. Таким чином, монопольне становище може бути одночасно результатом значного ефекту масштабу, і інструментом боротьби з потенційними конкурентами. Це означає, що фірмам властива стратегічна поведінка і тому концепція СПР є спрощеною. Потрібний детальний мікроекономічний аналіз ринку.
Гарвардська традиція намагалася враховувати фундаментальні причини. Для цього до регресії включалися такі показники як:
- технологія (віддача від масштабу, витрати на вхід, пропорцію поглиненого капіталу, існування кривої навчання, довговічні та недовговічні товари тощо);
- уподобання та поведінка споживача (структура інформації про якість продукту, репутація та лояльність тощо);
- екзогенні технологічні зміни.

Хоча в цьому напрямі було досягнуто деякого прогресу, часто досить складно зібрати дані, які точно відбивають основні умови та зіставні за галузями. Крім того, такий підхід не вирішує головної проблеми — необхідності моделювати поведінку фірм у галузі.
Одночасно з Гарвардською традицією існувала і Чиказька традиція, пов'язана з іменами Аарона Діректора і Джорджа Стіглера. У рамках цієї традиції більше уваги приділяли теоретичному обґрунтуванню отриманих результатів. Отримані теоретичні моделі надалі піддавали емпіричній перевірці. У результаті відбирали ті з них, які краще відповідали даним.
Підхід СПР, попри недостатню теоретичну обґрунтованість, почав використовуватися не лише в академічних дослідженнях, а й у бізнесі. Зокрема, його популяризував Майкл Портер у працях, присвячених конкуренції. Відомий аналіз п'яти сил Портера.

### Другий етап
На другому етапі, починаючи від кінця 1970-х років, виникла нова теорія галузевих ринків. Її відмінними рисами стали:
- акцент на аналізі окремих ринків;
- акцент на моделях, що описують стратегічну поведінку фірм;
- опора на розроблені теоретичні моделі під час проведення емпіричних досліджень.

Нова теорія стала можливою завдяки розвитку некооперативної теорії ігор. У теорії ігор можливість аналізу складної взаємодії призвела до того, що економісти почали аналізувати не ше прості ситуації (наприклад, цілком конкурентні ринки чи монополії), але й стратегічну поведінку на ринках із кількома гравцями (олігополія). При цьому на перший план вийшов аналіз різних аспектів бізнес-стратегії.

## Методи
Важливим інструментом сучасного аналізу ринків є теорія ігор. Теорія галузевих ринків тісно пов'язана з теорією фірми, надаючи поглиблене розуміння місця та ролі фірми в економіці, а також досліджуючи альтернативні концепції фірми та її поведінки в зовнішньому середовищі.

## Сучасна теорія

### Теорія фірми
Одне з основних питань теорії галузевих ринків полягає в тому, щоб зрозуміти чому існують фірми. З економічної точки зору, існування фірм пояснюється вигодами, які отримують індивіди від спільної діяльності. Альтернативою фірмі є самостійна діяльність, коли індивіди взаємодіють один із одним у вигляді укладення контрактів як незалежні економічні агенти. Створення фірми може бути вигідним із таких причин.
1. Ринкова влада. Великі фірми «експлуатують» можливості ринку та отримують більше вигод, ніж малі. Горизонтальна інтеграція веде до збільшення частки ринку, а отже, до контролю над обсягами продажу, асортиментом та до ринкової влади. Вертикальна інтеграція дозволяє контролювати постачальників, обмежуючи доступом до їхньої продукції іншим конкурентам. Крім того, вертикальна інтеграція дозволяє контролювати постачання супутніх товарів (наприклад, витратних матеріалів), а також краще контролювати якість сировини, матеріалів, супутніх товарів тощо.
2. Ефект масштабу, ефект різноманітності та диверсифікація ризику. Ефект масштабу пов'язаний зі зниженням вартості виробництва одиниці товару у разі зростання сукупного обсягу, якщо виробництво пов'язане зі значними постійними витратами. Ефект різноманітності виникає тоді, коли для виробництва великого асортименту товарів потрібний певний спільний набір технологій, сировини та обладнання. Наприклад, у автомобільній промисловості різні машини можуть бути виготовлені на одній платформі. Диверсифікація ризику можлива при поєднанні кількох напрямів діяльності. Тоді, в разі провалу одного продукту, збитки можна компенсувати за рахунок успіху інших. Усі перелічені чинники визначають ефективний розмір фірми, концентрацію та структуру ринку.
3. Неповнота контрактів та інформаційна асиметрія. Реальні контракти між агентами є неповними. У них неможливо зафіксувати всі важливі умови на всі випадки життя. Тому при укладанні та зміненні контрактів виникають трансакційні витрати. Асиметричний розподіл інформації між сторонами контракту часто веде до провалу ринку: угода може не відбутися через брак інформації або бути неоптимальною для однієї зі сторін. Створення фірми в такому разі знімає проблему частково чи повністю. Інформаційна асиметрія знижується, оскільки інформація тепер циркулює в межах однієї структури. З іншого боку, відпадає потреба у трансакційних витратах, оскільки переговори між незалежними сторонами замінюються прямим управлінням.
4. Проблема шантажу (вимагання) (hold-up problem) виникає, коли виробництво будь-якого товару потребує специфічних інвестицій у обладнання чи навчання співробітників. Здійснення таких інвестицій призводить до високих витрат відходу з ринку. Це дає можливість другій стороні надалі наполягати на зміні умов договору у вигідний для себе бік. Проблему можна вирішити за рахунок вертикальної інтеграції.

### Монополія
Важливим питанням щодо монополій є питання, як влаштовано ціноутворення. У найпростішій моделі вважають, що єдина фірма продає однорідний товар багатьом дрібним покупцям. Домінівне становище дозволяє фірмі встановлювати ціну, керуючись лише задачею максимізації прибутку, і не враховувати інших наслідків, пов'язаних із підвищенням ціни. Наприклад, перемикання покупців на товар-замінник. Тоді єдиний результат одноосібного встановлення ціни — підвищення чи зниження обсягу попиту.
Насправді ціноутворення може бути влаштовано складніше. Наприклад, фірма може використовувати цінову дискримінацію. У разі повної інформації використовується дискримінація першого роду, коли ціна індивідуальна для кожного покупця і залежить від його суб'єктивної оцінки (корисності) даного товару. У такому разі монополія максимізує прибуток, повністю забираючи споживчий надлишок.
У разі неповної інформації, коли тип покупця (суб'єктивна оцінка корисності товару) невідомі, монополіст може пропонувати меню контрактів. Наприклад, можна дискримінувати покупців за різними спостережуваними характеристиками: пенсіонери, учні тощо, пропонуючи різні ціни різним категоріям. Можна використати якісні характеристики товарів, тоді якісніший товар пропонується за більшою ціною тим покупцям, які цінують якість і готові за нього заплатити («високий» тип покупців). Іншим покупцям («низький» тип) пропонується дешевший аналог нижчої якості. При цьому різниця настільки істотна, що покупці першого типу не готові замінити товар дешевим аналогом. Різниця в ціні також виявляється суттєвою і не дозволяє покупцям другого типу придбати дорогий товар. Таку поведінку монополіста називають монопольним скринінгом.
Монополіст може використати нелінійне ціноутворення. У цьому випадку сума, яку платить покупець, не є прямо пропорційною обсягу. Прикладом може бути двочастинний тариф, в якому є фіксована і змінна частина. Фіксована частина є платою за доступ, а змінна залежить від фактичного обсягу споживання.
Усі варіанти ціноутворення є способами вилучення споживчого надлишку та максимізації прибутку монополії. Тому важливим питанням щодо монополій є аналіз суспільної ефективності такої політики. Крім перерозподілу частини надлишку, монопольне ціноутворення веде до чистих суспільних втрат, тобто надлишок скорочується на більшу величину, ніж приріст прибутку, який отримує монополіст. Звідси випливає, що рівновага на такому ринку не є Парето-оптимальною, а сумарний добробут усіх агентів (фірми та споживачів) виявляється меншим, ніж за досконалої конкуренції.

### Олігополія
Класичними моделями, що описують конкуренцію на ринках із невеликою кількістю великих гравців, є моделі Курно, Бетрана та Штакельберга. У класичних моделях фірми конкурують одна з одною за ціною чи кількістю запропонованого однорідного товару. При цьому вони мають повну інформацію одна про одну і про ринок, на якому вони працюють. Фірми можуть робити вибір як одночасно, так і послідовно одна за одною, спостерігаючи дії суперника. Результат боротьби є рівновагою Неша, в якій фірми знаходять найкращу відповідь на дії конкурента.
У моделі Курно передбачається, що дві фірми (дуополія) конкурують одна з одною, одночасно обираючи кількість товару, яку вони готові запропонувати на ринку. Відмінність моделі Штакельберга від моделі Курно у тому, що фірми роблять послідовний вибір. Перша фірма робить вибір першому кроці гри, а друга відповідає. Модель Бертрана визначає цінову конкуренцію, коли фірми одночасно вибирають ціну. Рівновага в класичних моделях з конкуренцією за кількістю так само, як і у випадку з монополією, призводить до чистих суспільних втрат. Тому рівновага на таких ринках не є Парето-оптимальною, а сумарний добробут усіх агентів (фірми та споживачів) виявляється меншим, ніж за досконалої конкуренції. Попри втрати, їх величина виявляється меншою, ніж в умовах монополії. Винятком із правила є модель Бертрана, рівновага в якій відповідає цілком конкурентній: ціна дорівнює граничним витратам. Цей результат називають парадоксом Бертрана.